# 55 Hudson Yards
55 Hudson Yards, voorheen ook bekend als One Hudson Yards or One Hudson Boulevard, is een wolkenkrabber gelegen in de wijk Hudson Yards en stadsdeel Manhattan van de Amerikaanse stad New York. De toren die net buiten het Hudson Yards Redevelopment Project is gelegen heeft een hoogte van 237 meter, telt 51 verdiepingen en had een kostprijs van US$1,3 miljard.
De toren ontworpen door Kohn Pedersen Fox Associates maakt deel uit van een herontwikkelingsproject genaamd Hudson Yards. Dit gebouw, samen met 50 Hudson Yards, voegen gecombineerd 370.000 m² toe aan het Hudson Yards Redevelopment Project, hoewel de twee gebouwen strikt gezien buiten het gebied van de herontwikkeling zelf zijn gevestigd.

## Geschiedenis van de locatie

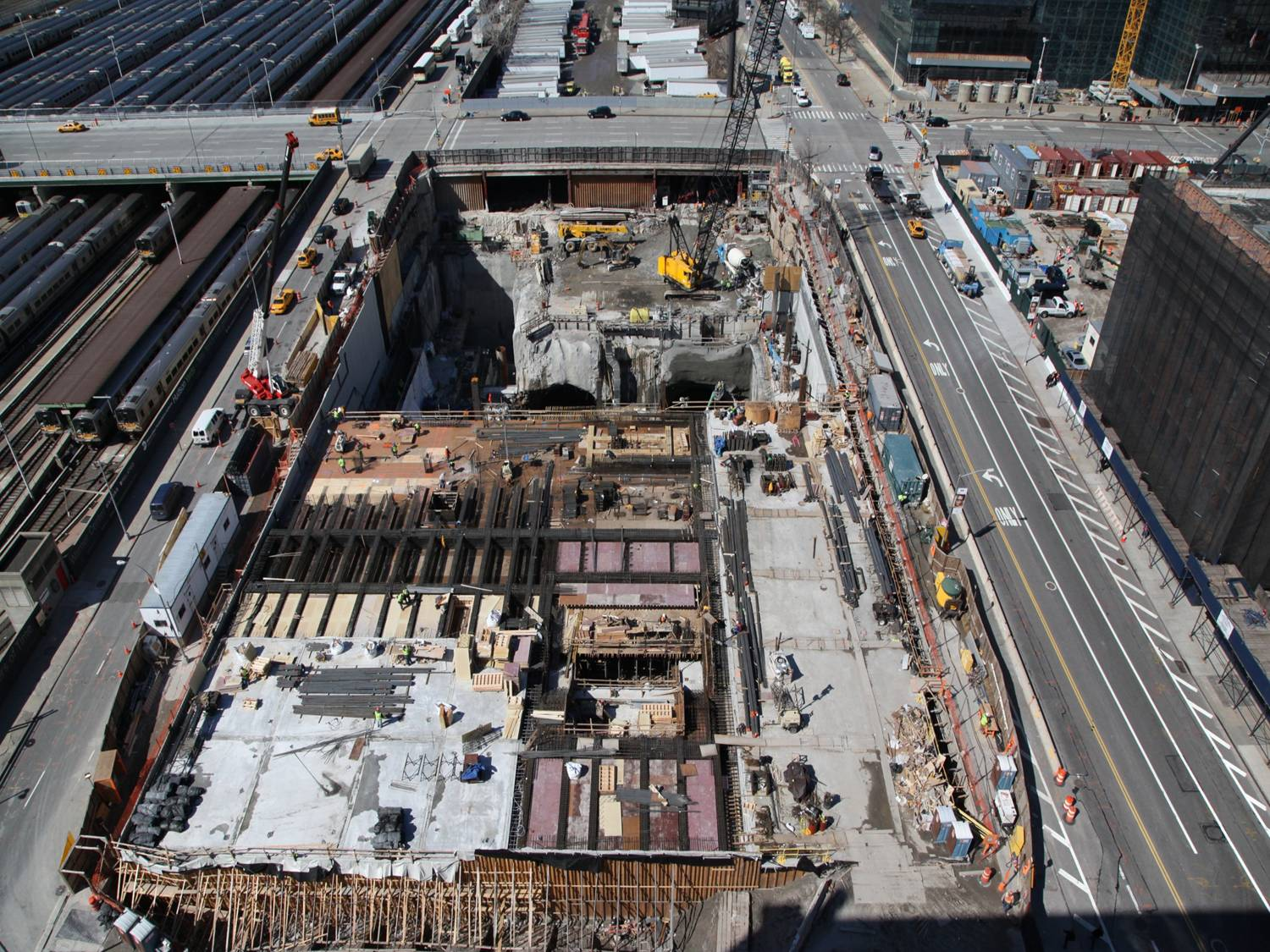
Gebied van 55 Hudson Yards, in constructie in 2012

Op de plaats waar 55 Hudson Yards zal komen stond vroeger eerst een FedEx World Service Center gebouw. Vervolgens kwam er in 2001 de nachtclub Copacabana, tot deze werd gesloten op 20 januari 2007. De bouwplaats van 55 Hudson Yards was na de afbraak van de Copacabana eerst voorzien als locatie voor het World Product Center. Toen dat project werd geannuleerd, kwam de grond beschikbaar voor de huidige wolkenkrabber.
Het gebouw ligt aan 34th Street direct boven de metro-ingang van het station 34th Street-Hudson Yards van de New York City Subway, de westelijke terminus van de Flushing Line. De wolkenkrabber biedt ook uitzicht over het lokale park, het Hudson Park and Boulevard.

### Architectuur
De toren heeft terrassen op de tiende verdieping, op de binnenvloeren en op de begane grond; het terras op de tiende verdieping heeft een uitzicht over het Hudson Park and Boulevard. Ook komt er een houten balkon.

### Bouw
De bouw is begonnen op 22 januari 2015. Het gebouw was begin 2019 klaar en werd in april 2019 in gebruik genomen.